# 馬玉芹
馬 玉芹（ま ゆきん、Ma Yuqin、1972年9月11日 - ）は中華人民共和国の陸上競技選手で、河北省出身。400mを専門とする。1993年9月11日、北京で49秒81のアジア記録をマークし、この記録はその年の世界最高記録でもある。

## 自己ベスト
- 400メートル:49秒81　1993年9月11日
- 4X400メートルリレー:3分24秒28　1993年9月13日